# لويس دوبريه
لويس دوبريه (بالإنجليزية: Louis Dupré)‏ هو فيلسوف بلجيكي، ولد في 1926.